# 大阪府立東淀工業高等学校
大阪府立東淀工業高等学校（おおさかふりつ ひがしよどこうぎょうこうとうがっこう）は、大阪府大阪市淀川区加島に所在する公立の工業高等学校。

## 設置学科
総合選択制の制度を導入し、多彩な選択科目が用意されている。
コースは各学科ごとに、以下の計9コースが設置されている。
- 機械工学科 - 機械システム、メカトロニクス、英数
- 電気工学科 - 電気エネルギー、マルチメディア、英数
- 理工学科 - 理数工学、科学工学、バイオ・環境

## 沿革
- 1959年11月2日 - 大阪市教育委員会内に大阪市立第9工業高等学校（仮称）創設事務所が設置される。この日を創立記念日とする。
- 1960年
  - 2月11日 - 校名が大阪市立東淀工業高等学校と決定。
  - 4月1日 - 開校。機械技術科、電気技術科、化学技術科を設置。当初は大阪市立都島工業高等学校・大阪市立産業教育共同実習所の2ヶ所に仮校舎を設置。
- 1961年2月11日 - 現在地に移転。当時は東洋一の設備をもった工業高校と言われた[1]。
- 1982年4月1日 - 学科を改編。機械科、電気科、工業化学科の3学科となる。
- 1999年4月1日 - 学科を改編。機械工学科、電気工学科、理工学科を設置。2学期制を導入。
- 2022年4月1日 - 大阪府に移管。大阪府立東淀工業高等学校に改称。

## 主な出身者
- 樋高リオ - ヘビー級プロボクサー
- ほんこん - お笑いタレント
- 柳谷拓哉 - 俳優

## アクセス
- 大阪シティバス「東淀工業高校前」停留所 約400m
- JR東西線加島駅 約800m